# Giancarlo Canetti
Giancarlo Canetti (Udine, 15 giugno 1946 – Beauvoisin, 7 febbraio 2025) è stato un calciatore italiano, di ruolo centrocampista.

## Carriera
Nato a Udine, si trasferisce in giovane età in Francia, dove comincia a giocare a calcio. Nel 1963 approda al Nîmes, società di prima divisione. In nove stagioni vive una retrocessione (1968) e la risalita in Division 1 nella stagione successiva. Passato all'Arles (seconda divisione), nel 1974 si accasa all'Olympique Alès (terza divisione), ottenendo una promozione nel secondo livello del calcio francese (1977) e una retrocessione in terza divisione (1980). Al termine dell'annata 1980-1981 appende gli scarpini al chiodo.
Vanta 138 presenze nella massima divisione francese e un incontro nella Coppa UEFA 1971-1972.